# Sudoeste de Goiás
Sudoeste de Goiás is een van de 18 microregio's van de Braziliaanse deelstaat Goiás. Zij ligt in de mesoregio Sul Goiano en grenst aan de deelstaten Mato Grosso do Sul in het zuidwesten en Mato Grosso in het westen en noordwesten, de mesoregio's Noroeste Goiano in het noorden en Centro Goiano in het noordoosten en de microregio's Vale do Rio dos Bois en Meia Ponte in het oosten en Quirinópolis in het zuidoosten en zuiden. De microregio heeft een oppervlakte van ca. 56.112 km². Midden 2004 werd het inwoneraantal geschat op 373.735.
Achttien gemeenten behoren tot deze microregio:
| - Aparecida do Rio Doce - Aporé - Caiapônia - Castelândia - Chapadão do Céu - Doverlândia - Jataí - Maurilândia - Mineiros | - Montividiu - Palestina de Goiás - Perolândia - Portelândia - Rio Verde - Santa Helena de Goiás - Santa Rita do Araguaia - Santo Antônio da Barra - Serranópolis |

Mesoregio's: Centro Goiano · Leste Goiano · Noroeste Goiano · Norte Goiano · Sul Goiano

Microregio's: Anápolis · Anicuns · Aragarças · Catalão · Ceres · Chapada dos Veadeiros · Entorno de Brasília · Goiânia · Iporá · Meia Ponte · Pires do Rio · Porangatu · Quirinópolis · Rio Vermelho · São Miguel do Araguaia · Sudoeste de Goiás · Vale do Rio dos Bois · Vão do Paranã